# Premio Goya per la miglior scenografia
Il premio Goya per la miglior scenografia (premio Goya a la mejor dirección artística) è un premio cinematografico assegnato annualmente dall'Academia de las Artes y las Ciencias Cinematográficas de España a partire dal 1987 alla miglior scenografia  di un film di produzione spagnola uscito nelle sale cinematografiche nel corso dell'anno precedente.
Il plurivincitore, con cinque riconoscimenti, è Félix Murcia, seguito a quota quattro da Gil Parrondo.

## Albo d'oro
I vincitori sono indicati in grassetto, a seguire gli altri candidati.

### Anni 1987-1989
- 1987: Félix Murcia - Dragón rapide
  - Ramiro Gómez - Bandiera nera (Bandera negra)
  - Wolfgang Burmann - Romanza finale (Romanza final)
- 1988: Rafael Palmero - La casa di Bernarda Alba (La casa de Bernarda Alba)
  - Félix Murcia - Il bosco animato (El bosque animado)
  - Eduardo Torre de la Fuente - La monaca alfiere (La monja alférez)
- 1989: Wolfgang Burmann - Remando nel vento (Remando al viento)
  - Félix Murcia - Donne sull'orlo di una crisi di nervi (Mujeres al borde de un ataque de nervios)
  - Gerardo Vera - Berlín Blues
  - Rafael Palmero - Jarrapellejos

### Anni 1990-1999
- 1990: Ramiro Gómez e Javier Artiñano - Squillace (Esquilache)
  - Francisco Candini - Il bambino della luna (El niño de la luna)
  - Josep Rosell - Se ti dico che sono caduto (Si te dicen que caí)
  - Luis Sanz - Le cose dell'amore (Las cosas del querer)
  - Pierre-Louis Thevenet - La scimmia è impazzita (El sueño del mono loco)
- 1991: Rafael Palmero - ¡Ay, Carmela!
  - Ferrán Sánchez - Légami! (¡Átame!)
  - Rafael Palmero - La cosa più naturale (Lo más natural)
- 1992: Félix Murcia - Il re stupito (El rey pasmado)
  - Fernando Sáenz e Luis Vallés - Beltenebros
  - Wolfgang Burmann - Don Giovanni negli inferni (Don Juan en los infiernos)
- 1993: Juan Botella - Belle Époque
  - José Luis Arrizabalaga - Azione mutante (Acción mutante)
  - Luis Vallés - Il maestro di scherma (El maestro de esgrima)
- 1994: Félix Murcia - Il tiranno Banderas (Tirano Banderas)
  - Alain Bainée e Javier Fernández - Kika - Un corpo in prestito (Kika)
  - Luis Vallés - Madre Gilda (Madregilda)
- 1995: Gil Parrondo - Canción de cuna
  - Félix Murcia - Días contados
  - Josep Rosell - La passione turca (La pasión turca)
- 1996: José Luis Arrizabalaga e Biaffra - Il giorno della bestia
  - Wolfang Burmann - Il fiore del mio segreto (La flor de mi secreto)
  - Javier Fernández - La leyenda de Balthasar el castrado
- 1997: Félix Murcia - Il cane dell'ortolano (El perro del hortelano)
  - Ana Alvargonzález - La Celestina
  - Pierre Louis Thevenet - Tranvía a la Malvarrosa
- 1998: Félix Murcia - Segreti del cuore (Secretos del corazón)
  - Antonio Cortés - El color de las nubes
  - Josep Rosell - En brazos de la mujer madura
- 1999: Gerardo Vera - La niña dei tuoi sogni (La niña de tus ojos)
  - Wolfgang Burmann - Apri gli occhi (Abre los ojos)
  - Gil Parrondo - El abuelo
  - Félix Murcia - Mararía

### Anni 2000-2009
- 2000: Pierre-Louis Thevenet - Goya (Goya en Burdeos)
  - Josep Rosell - La lingua delle farfalle (La lengua de las mariposas)
  - Antxón Gómez - Tutto su mia madre (Todo sobre mi madre)
  - Luis Vallés - Volavérunt
- 2001: Gil Parrondo - You'Re the One - Una Historia de Entonces (Una historia de entonces)
  - Fernando Sáenz e Ulia Loureiro - Besos para todos
  - José Luis Arrizabalaga e Biaffra - La comunidad - Intrigo all'ultimo piano (La comunidad)
  - Luis Ramírez - Le avventure e gli amori di Lazaro De Tormes (Lázaro de Tormes)
- 2002: Benjamín Fernández - The Others
  - César Macarrón - Intacto
  - Josep Rosell - Giovanna la pazza (Juana la Loca)
  - Javier Fernández - Nessuna notizia da Dio (Sin noticias de Dios)
- 2003: Salvador Parra - El embrujo de Shanghai
  - Rafael Palmero - El alquimista impaciente
  - Félix Murcia - El caballero Don Quijote
  - Gil Parrondo - Historia de un beso
- 2004: César Macarrón - Spia + Spia - Due superagenti armati fino ai denti (La gran aventura de Mortadelo y Filemón)
  - Benjamín Fernández - Per amare Carmen (Carmen)
  - Juan Pedro de Gaspar - El lápiz del carpintero
  - Félix Murcia - La fine di un mistero (La luz prodigiosa)
- 2005: Gil Parrondo - Tiovivo c. 1950
  - Antxon Gómez - La mala educación
  - Benjamín Fernández - Mare dentro (Mar adentro)
  - Rafael Palmero - El séptimo día
- 2006: Gil Parrondo - Ninette
  - Félix Murcia e Federico G. Cambero - Para que no me olvides
  - Julio Esteban e Julio Torrecilla - Obaba
  - Marta Blasco - Segundo asalto
- 2007: Benjamín Fernández - Il destino di un guerriero (Alatriste)
  - Bárbara Pérez Solero e María Stilde Ambruzzi - Los Borgia
  - Eugenio Caballero - Il labirinto del fauno (El laberinto del fauno)
  - Salvador Parra - Volver
- 2008: Josep Rosell - The Orphanage (El Orfanato)
  - Wolfgang Burmann - Oviedo Express
  - Edou Hydallgo - Le 13 rose (Las 13 rosas)
  - Gil Parrondo - Luz de domingo
- 2009: Antxon Gómez - Che - L'argentino (The Argentine)
  - Luis Vallés - La conjura de El Escorial
  - Balter Gallart - Los girasoles ciegos
  - Gil Parrondo - Sangre de Mayo

### Anni 2010-2019
- 2010: Guy Hendrix Dyas - Agora
  - Antón Laguna - Cella 211 (Celda 211)
  - Verónica Astudillo - El baile de la Victoria
  - Marcelo Pont - Il segreto dei suoi occhi (El secreto de sus ojos)
- 2011: Ana Alvargonzález - Pa negre
  - Edou Hydallgo - Ballata dell'odio e dell'amore (Balada triste de trompeta)
  - Brigitte Broch - Biutiful
  - César Macarrón – Lope
- 2012: Juan Pedro de Gaspar - Blackthorn - Sin destino
  - Laia Colet - Eva
  - Antxón Gómez - La pelle che abito (La piel que habito)
  - Antón Laguna - No habrá paz para los malvados
- 2013: Alain Bainée - Blancanieves
  - Pilar Revuelta - El artista y la modelo
  - Pepe Domínguez del Olmo - Grupo 7
  - Eugenio Caballero - The Impossible (Lo imposible)
- 2014: Arturo García ("Biaffra") e José Luis Arrizabalaga ("Arri") - Las brujas de Zugarramurdi
  - Llorenç Miquel - Alacrán enamorado
  - Isabel Viñuales - Caníbal
  - Juan Pedro de Gaspar - Zipi y Zape y el club de la caníca
- 2015:  Pepe Domínguez - La isla mínima
  - Patrick Salvador - Automata (Autómata)
  - Antón Laguna - El Niño 
  - Víctor Monigote - Mortadello e Polpetta contro Jimmy lo Sguercio (Mortadelo y Filemón contra Jimmy el Cachondo)
- 2016: Antón Laguna - Palmeras en la nieve
  - Arturo García e José Luis Arrizabalaga - Mi gran noche 
  - Alain Bainée - Nadie quiere la noche
  - Jesús Bosqued Maté e Pilar Quintana - La novia
- 2017: Eugenio Caballero - Sette minuti dopo la mezzanotte (A Monster Calls)
  - Carlos Bodelón - 1898: Los últimos de Filipinas
  - Pepe Domínguez del Olmo - L'uomo dai mille volti (El hombre de las mil caras)
  - Juan Pedro de Gaspar - La reina de España
- 2018: Mikel Serrano - Handia
  - Alain Bainée - Abracadabra
  - Llorenç Miquel - La casa dei libri (La librería)
  - Javier Fernández - Oro - La città perduta (Oro)

- 2019: Juan Pedro de Gaspar - Gun City (La sombra de la ley)
  - Rosa Ros - Il fotografo di Mauthausen (El fotógrafo de Mauthausen)
  - Benjamín Fernández - L'uomo che uccise Don Chisciotte (The Man Who Killed Don Quixote)
  - Balter Gallart - Superlópez

### Anni 2020-2029
- 2020: Juan Pedro de Gaspar - Mientras dure la guerra
  - Antxón Gómez - Dolor y gloria
  - Pepe Domínguez - La trinchera infinita
  - Mikel Serrano - Ventajas de viajar en tren
- 2021: Mikel Serrano - Akelarre
  - César Macarrón - Adú
  - Montse Sanz - Black Beach
  - Mónica Bernuy - Las niñas
- 2022: Balter Gallard - Las leyes de la frontera
  - César Macarrón - Il capo perfetto
  - Antxon Gómez - Madres paralelas
  - Mikel Serrano - Una donna chiamata Maixabel (Maixabel)